# 신초이
신초이(1990년 10월 26일 ~)는 대한민국의 가수, 작곡가다. 2013년 싱글 《Bad (영화 '베를린' OST)》로 데뷔했다.

## 방송
- 보이스 코리아 (시즌 1) (2012) - Top24

## 음반
- 보이스 코리아 Part 1 (2012)
- Bad (영화 '베를린' OST) (2013)
- 가자미소년단 더하기 신초이 (2013)
- 다시, 봄 (2016)
- 별 헤는 밤 (2016)
- 달 (2019)

## 작사, 작곡
- 장규철 - 그저, 널 (2015)